# Эйноддин
Эйноддин (перс. عین الدین‎) — деревня в Иране, в шахрестане Бостанабад. Расположена в остане Восточный Азербайджан и является родиной турецко-персидского поэта Шахрияра. Входит в сельскую агломерацию Восточный Уджан, округ Tekmeh Dash, шахрестана Бостанабад.
Лежит в 66 км к юго-востоку от административного центра провинции — Тебриза. Площадь Эйноддина около 12 га.
По переписи 2006 года население деревни составляло 2514 человек и в деревне насчитывалось 514 домохозяйств (семей).
Природная местность практически нетронутая. Окружающие Эйноддин горы и фонтаны придают деревне большую красоту по сравнению с близлежащими населёнными пунктами. По некоторым мнениям, недалеко от деревни располагался древний город Ujan. Коренные жители рассказывают город  Ujan был в этом же регионе и пережил два землетрясения. Произошедшее близ горной деревни около 50 лет назад землетрясение называли «Uçuk Dağ». Подтверждением существования там древнего поселения также явились находки обломков глиняной посуды, водоотводных каналов и некоторых других свидетельств.
Достопримечательностями деревни являются долина водопадов, гора Peri cihan ölen, деревенская река, старое кладбище близ горы Uçuk dağ и некоторые другие.

## Экология
Основными сельскохозяйственными культурами этой деревни являются картофель, морковь, огурцы. В последнее время жители выращивают фрукты, к примеру, яблоки. Рыба также является объектом промысла жителей деревни. Qasimdaghi является высочайшей вершиной населённого пункта. На втором месте находится гора Guneyquzey.
Также к местным достопримечательностям можно отнести: гору Mehralı, гору Kuş otaran, гору Ak dağ, Küller (старое кладбище города Ujan), долина Cehennem, фонтан Daşlı Bulağ, фонтан Baş Bulağ, фонтан Mecci Bulağ. Водопады «Üçtireler», «Eyvaz gözesi», «Kara alem».
Климат здесь горный, холодный и с высокой влажностью.

## Фотографии

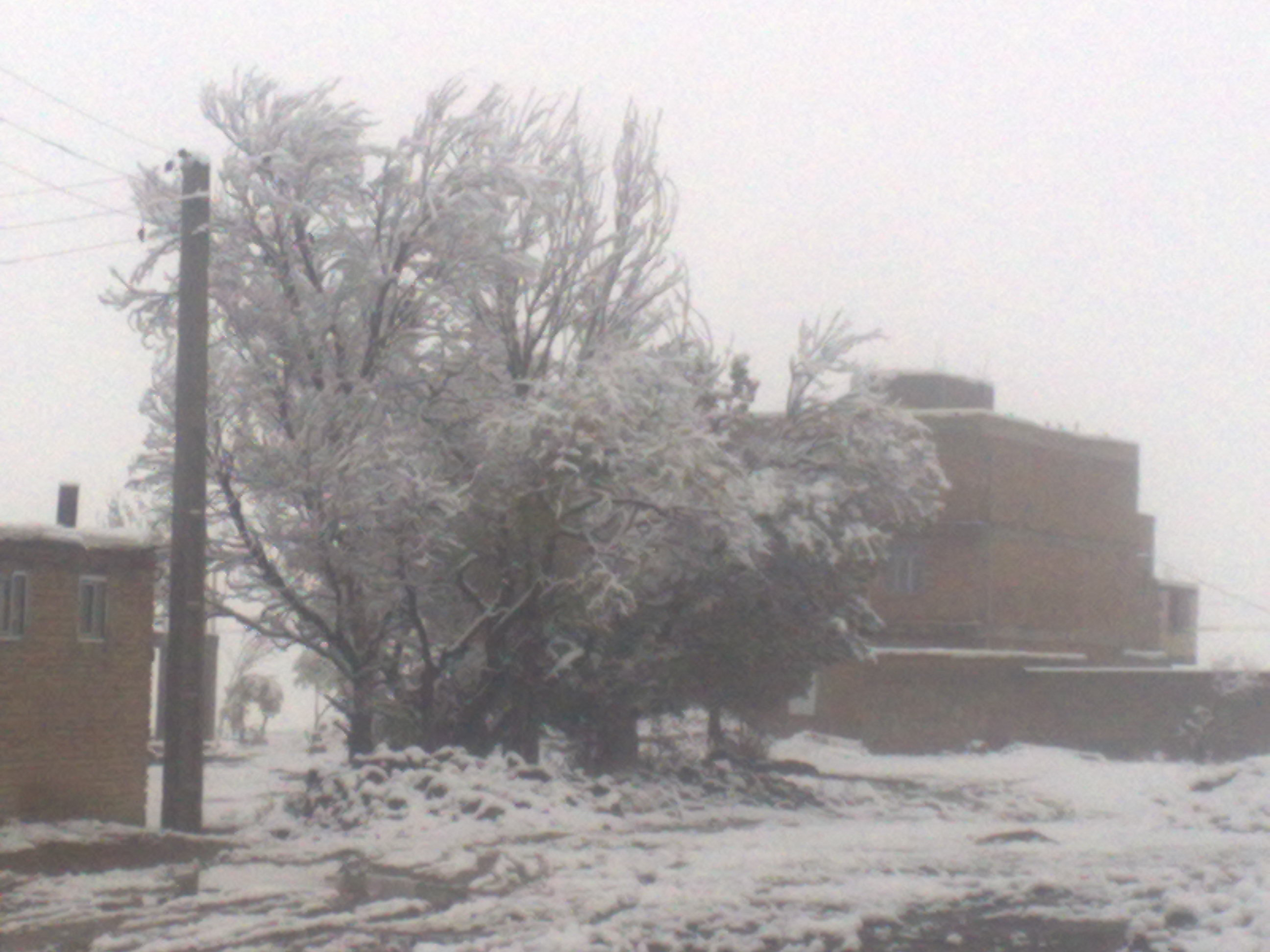
Деревня зимой
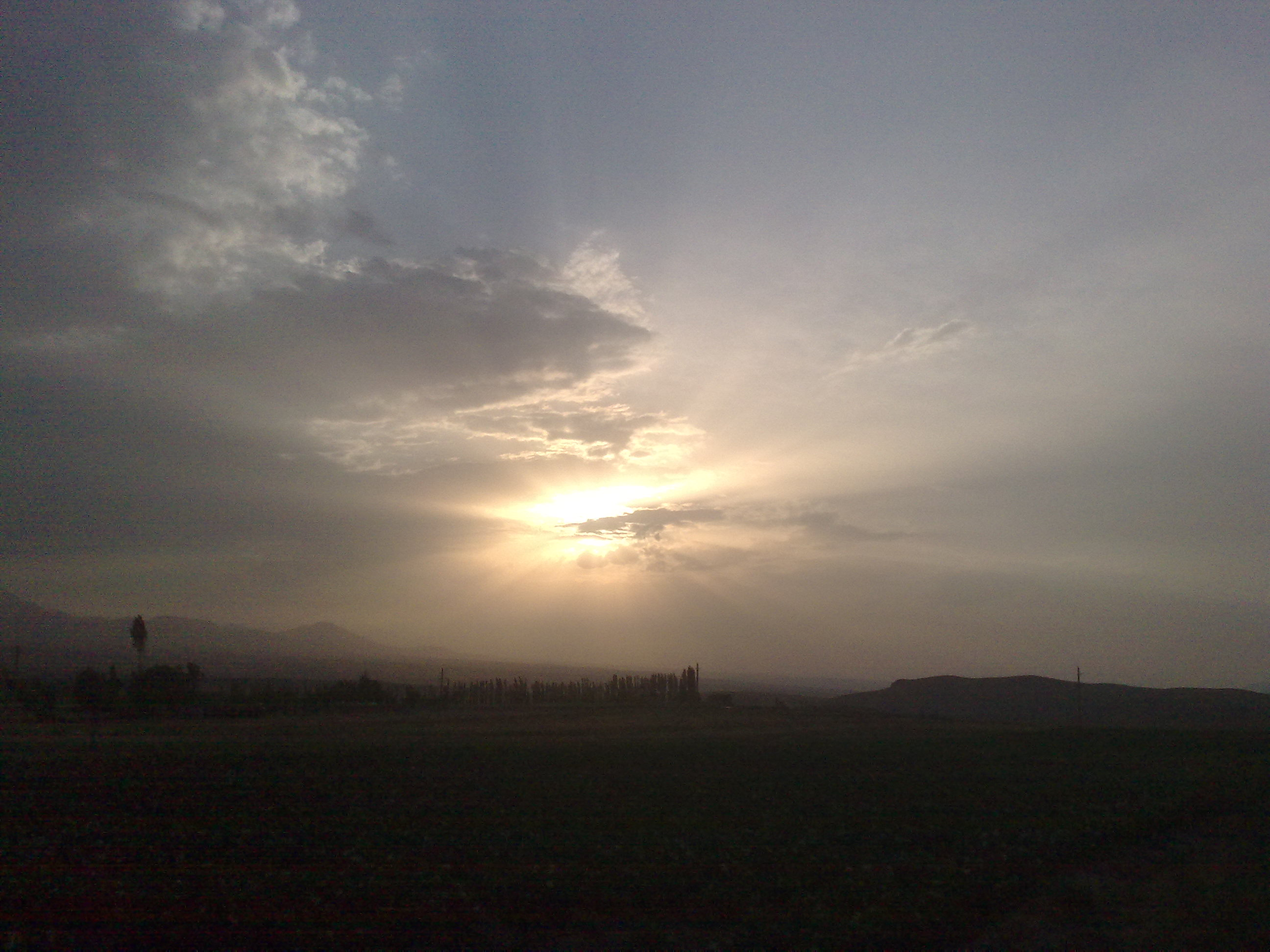
Перед закатом
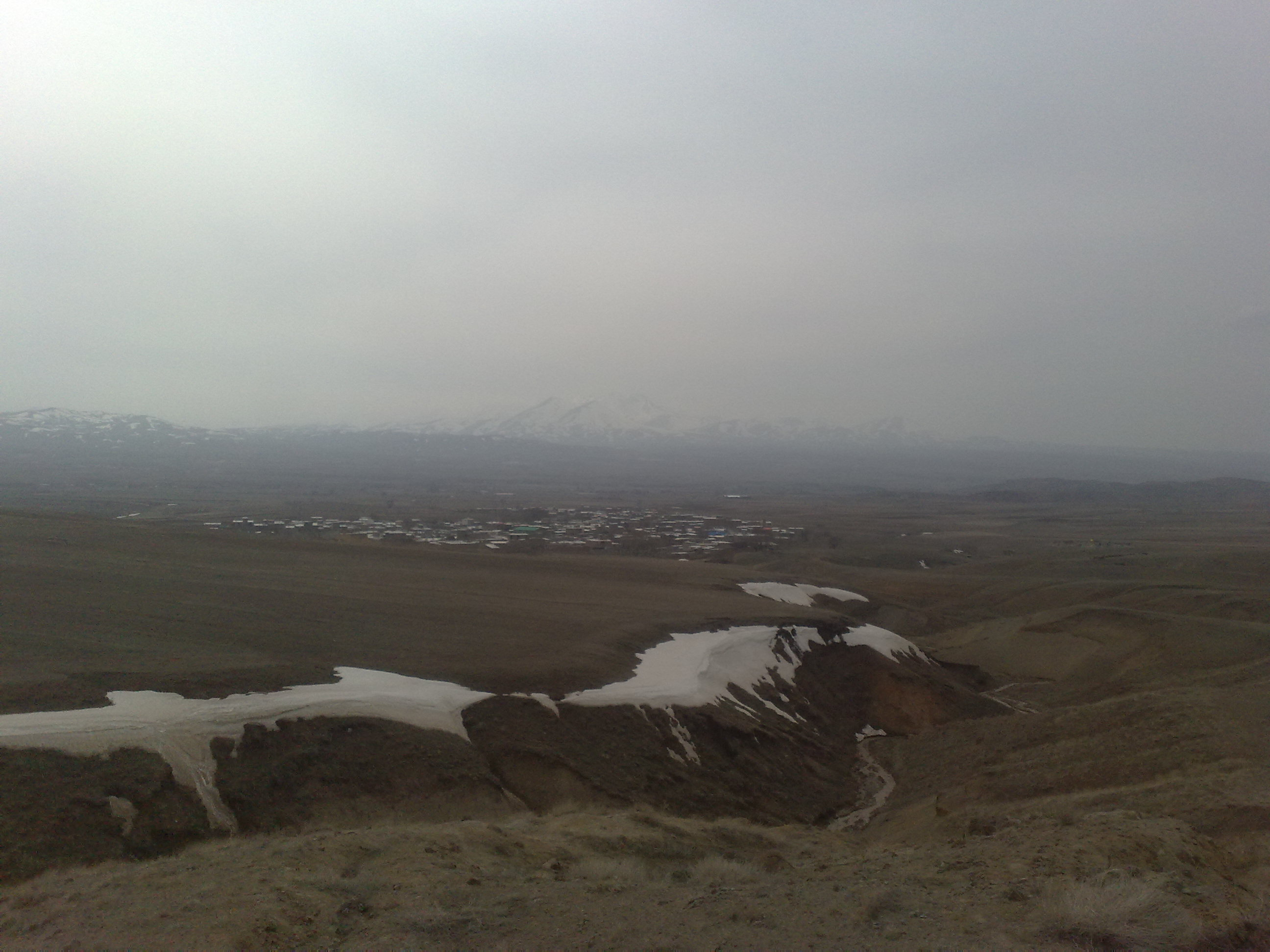
Вид на деревню с севера